# (27946) 1997 NA
(27946) 1997 NA est un astéroïde de la ceinture principale d'astéroïdes découvert en 1997.

## Description
(27946) 1997 NA a été découvert le 1er juillet 1997 à l'observatoire de Kitt Peak, situé dans l'Arizona (États-Unis), par le projet Spacewatch de l’université de l'Arizona.

### Caractéristiques orbitales
L'orbite de cet astéroïde est caractérisée par un demi-grand axe de 2,25 UA, un périhélie de 1,84 UA, une excentricité de 0,18 et une inclinaison de 5,69° par rapport à l'écliptique. Du fait de ces caractéristiques, à savoir un demi-grand axe compris entre 2 et 3,2 UA et un périhélie supérieur à 1,666 UA, il est classé, selon la JPL Small-Body Database, comme objet de la ceinture principale d'astéroïdes.

### Caractéristiques physiques
(27946) 1997 NA a une magnitude absolue (H) de 16,0 et un albédo estimé à 0,306.